# Cantó de Condòm
Condòm és un cantó del departament francès del Gers, amb les següents comunes:
- Bèumont
- Beraut
- Blasièrt
- Cassanha
- Castèthnau d'Auvinhon
- Caussens
- Condòm
- Gasaupoi
- L'Arromiu
- Larressingla
- Ligardas
- Massencoma
- Moishan

## Història
| Data d'elecció                           | Identitat        | Partit | Qualitat |
| ---------------------------------------- | ---------------- | ------ | -------- |
| 1970-1982                                | Abel Abeillé     | PS     |          |
| 1982-1988                                | Jean Dubos       | RPR    |          |
| 1988-1995                                | Roland Gabory    | PS     |          |
| 1994-2001                                | Jean Dubos       | RPR    |          |
| 2001-2002                                | Gérard Dubrac    | DL     |          |
| 2002-                                    | Gisèle Biémouret | PS     |          |
| les dades anteriors no són pas conegudes |                  |        |          |
|                                          |                  |        |          |

## Demografia
| 1962   | 1968   | 1975   | 1982   | 1990   | 1999   | 2006   |
| ------ | ------ | ------ | ------ | ------ | ------ | ------ |
| 10.049 | 10.879 | 10.945 | 10.674 | 10.838 | 10.419 | 10.461 |